# Pontiac 6
El Pontiac 6 era una versión más asequible de su predecesor, el Oakland Six, que fue introducida en 1926, vendido a través de Concesionarios de Oakland. Pontiac era la primera del programa de marcas complementarias de General Motors donde se introdujeron marcas para llenar los vacíos de precios que se habían desarrollado entre Cadillac, Buick, Oldsmobile, Oakland y Chevrolet. El enfoque de marketing original que comenzó cuando se incorporó GM en 1908 era ofrecer una gama de vehículos en varios estilos de carrocería, desde asequibles hasta extravagantes, y la base de clientes ascendería gradualmente cada pocos años a la siguiente marca de jerarquía. La introducción de Pontiac fue un éxito de ventas mientras los clientes evitaban el más caro Oakland, y una vez que siguieron el Crac del 29 y la Gran Depresión, se estaba considerando la cancelación de Pontiac y Oakland, pero se tomó la decisión de mantener Pontiac cuando la economía comenzó a recuperarse. 

## Primera Generación (1926-1932)
El Pontiac 6 de 1926 fue introducido por primera vez como la Series 6-27 usando carrocería Fisher Body, y solo ofrecía un cupé de 2 puertas para 2 pasajeros o un autocar para 5 pasajeros con un precio de lista de 825 dólares  ($14 199 en dólares de 2023 ). Fue introducido por primera vez el 3 de enero de 1926, mientras que la fabricación en la fábrica de Oakland en Pontiac Míchigan comenzó el 28 de diciembre de 1925 e introdujo el motor Pontiac de seis cilindros en línea de cabeza plana dividida que fue diseñada por Henry M. Crane.Como se trataba de un vehículo de nivel básico, las opciones eran limitadas a un parachoques delantero y trasero, rueda de repuesto montada en la parte trasera y calefacción para el habitáculo. El Coach venía pintado en verde salvia con rayas rojas Faerie mientras que el Cupé tenía barras Landau en el techo y estaba pintado en gris Arizona mientras ambos venían con guardabarros negros. Los cambios de mitad de año se introdujeron en agosto añadiendo tres opciones más de carrocería, mientras que el cupé estaba disponible en azul con una franja roja, el Coach estaba disponible en azul o gris con una franja anaranjada. Los modelos Deluxe se podían distinguir por tener el guardabarros y la carrocería en un solo color. Al finalizar el año del modelo se habían fabricado 76,742 coches.
Cuando comenzó el modelo del año 1927, fue renombrado como "New Finer Series 6-27" y un Roadster Deportivo o un Cupé Deportivo ahora eran ofrecidos con capacidad de 2 pasajeros con transportín opcional. Los precios reflejaban la popularidad de la marca y oscilaban entre 775 dólares ($13 594 en dólares de 2023) a elegir entre el Roadster Deportivo, el Cupé para 2 pasajeros o el Coach de 2 puertas para 5 pasajeros hasta 975 dólares ($17 102 en dólares de 2023 ) para el Deluxe Landau Sedán.
A principios de 1925, la Sección de Arte y Color de GM, encabezada por Harley Earl, estandarizó todos los productos de GM y continuó la tradición de obsolescencia programada que introdujo anualmente la apariencia, mejoras mecánicas o nuevos equipos opcionales que en años posteriores se convirtieron en equipo estándar, y el Pontiac 6 de 1928 "New Series 6-28" fue el nuevo líder de ventas favorito de GM y también experimentó varios cambios. Los guardabarros delanteros ahora tenían una corona más alta, lo que significaba que el borde del guardabarros bajaba más por los lados de los neumáticos y cubría más parte de la parte delantera del neumático con un borde rebordeado. Todos los modelos "Deluxe" anteriores pasaron a llamarse "Sport" y el adorno del capó de la cabeza india ya no tenía tocado, lo que ahora significaba que tenía la imagen de un valiente indio. Los precios se mantuvieron por debajo de los 1.000 dólares estadounidenses para todas las opciones de carrocería.
En enero de 1929, se introdujo la Series 6-29 actualizada "New Big 6", lo que significa que la cilindrada del motor ahora era de 200 ci, y el estilo ahora estaba influenciado por el Vauxhall 20-60 que GM había comprado previamente en 1925.Todos los vehículos fabricados entre agosto y octubre de 1929 fueron identificados como Series 6-29A. Algunas de las mejoras registradas fueron mejoras en la apariencia, mecánicas o de características para incluir un divisor central vertical en la superficie del radiador, rejillas verticales en los lados de la cubierta del motor, ventanas de ópera en los sedanes con carrocería cerrada y una combinación de cerradura de transmisión y encendido.
Cuando se produjo el Crac del 29 en septiembre, las ventas de Pontiac y Oakland cayeron drásticamente y, como Oakland era la más cara, la dirección de GM decidió que Pontiac debería permanecer.En enero de 1930 se presentó el Big 6 Series 6-30B y algunas de las mejoras registradas fueron un parabrisas inclinado hacia atrás, una línea de circunvalación que se extendía por el exterior y parasoles exteriores sobre el parabrisas. Las dimensiones de las ruedas se midieron en 29" y la producción del modelo del año se redujo a 62,888.
Para el modelo del año 1931, el "Fine 6 Series 401" se introdujo en enero, y los cambios más notables fueron una distancia entre ejes de 112", siete opciones de estilo de carrocería, mientras compartía la apariencia y los avances técnicos introducidos por GM en todos los autos para este modelo del año. Este fue el último año para Oakland, y los precios se mantuvieron cercanos en comparación con Chevrolet, de 675 dólares estadounidenses ($13 524 en dólares de 2023 ) para elegir entre un cupé de 2 pasajeros o un sedán de 2 puertas y 5 pasajeros, a 785 dólares estadounidenses ($15 727 en dólares de 2023 ) para el sedán personalizado de 4 puertas y 5 pasajeros. La producción del modelo del año mejoró a 84,708.
1932 fue el primer año en que Pontiac ofreció dos productos, y la Series 302 V8 obtuvo su nombre del anterior Oakland Modelo 301 V8. La Series 402 Six ofrecía la misma apariencia, equipo mecánico y opcional instalado en todos los vehículos GM de ese año, una distancia entre ejes de 114", incluida la disponibilidad de una radio, la reubicación del parasol en el interior del vehículo y la sustitución de las ventilaciones verticales del compartimiento del motor con puertas individuales, luces de guardabarros en guardabarros delanteros de corona más profunda y compartir la barra delantera curva entre los faros utilizados en el Chevrolet de 1932. Las ruedas de alambre de 18" con radios Kelsey-Hayes eran opcionales y cubrían los frenos de tambor mecánicos en las cuatro ruedas.

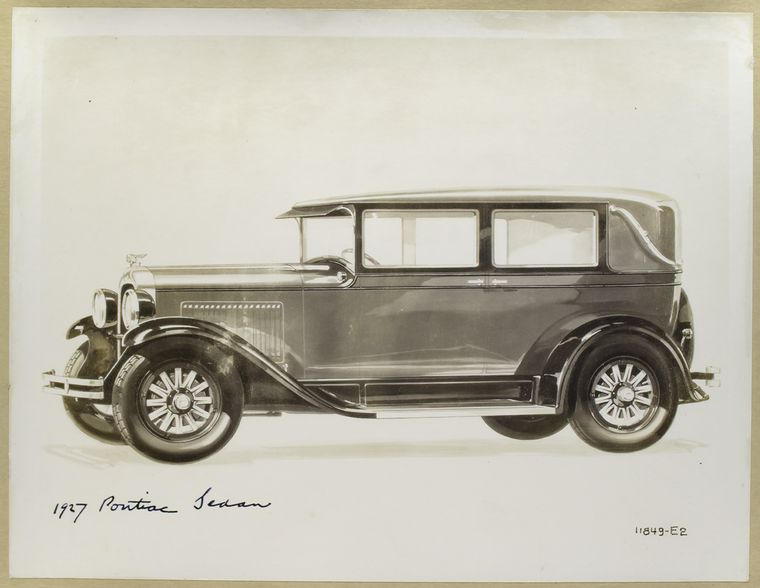
Pontiac Series 6-27 Sport Sedán de 1927
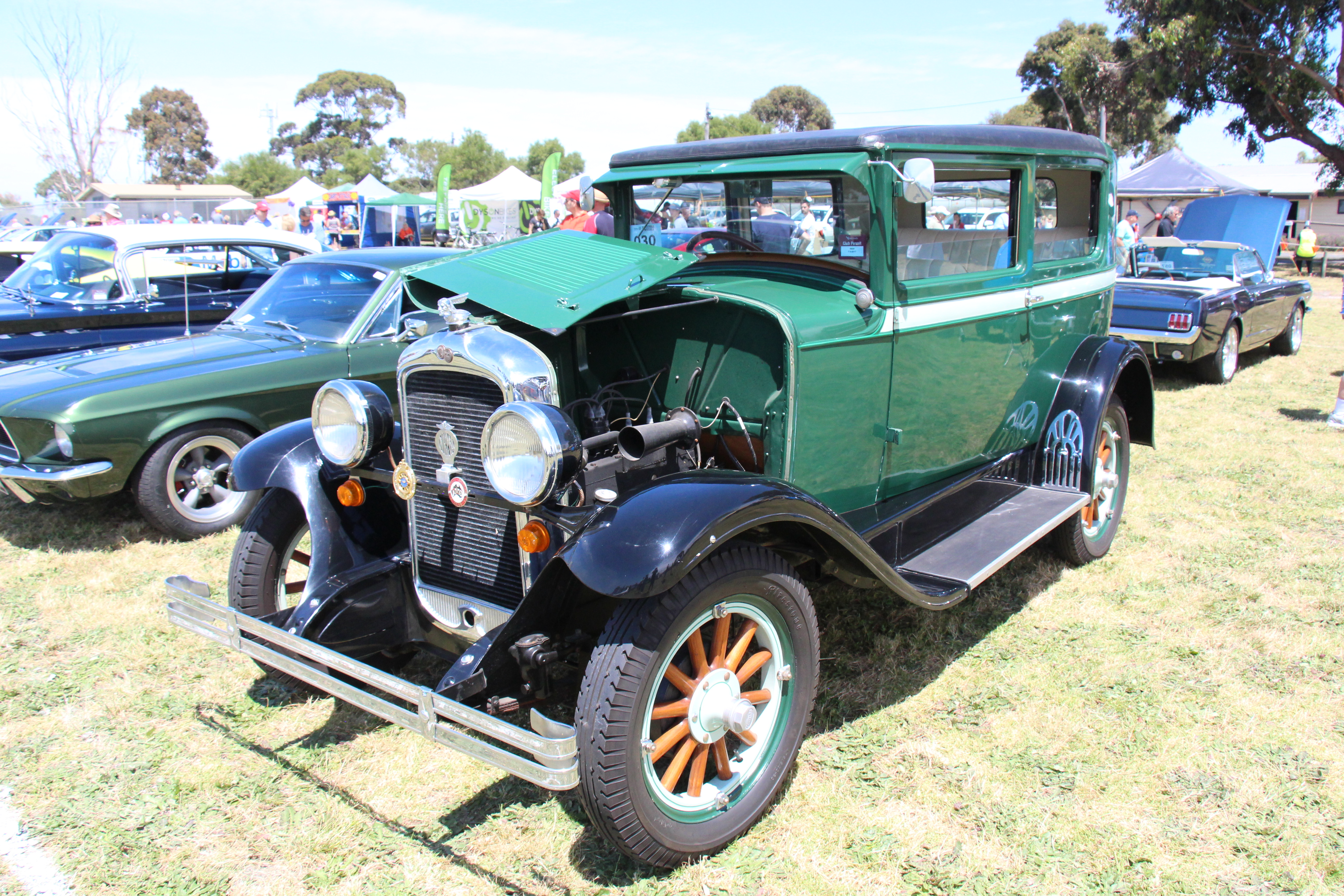
Pontiac Series 6-28 cupé de 1928
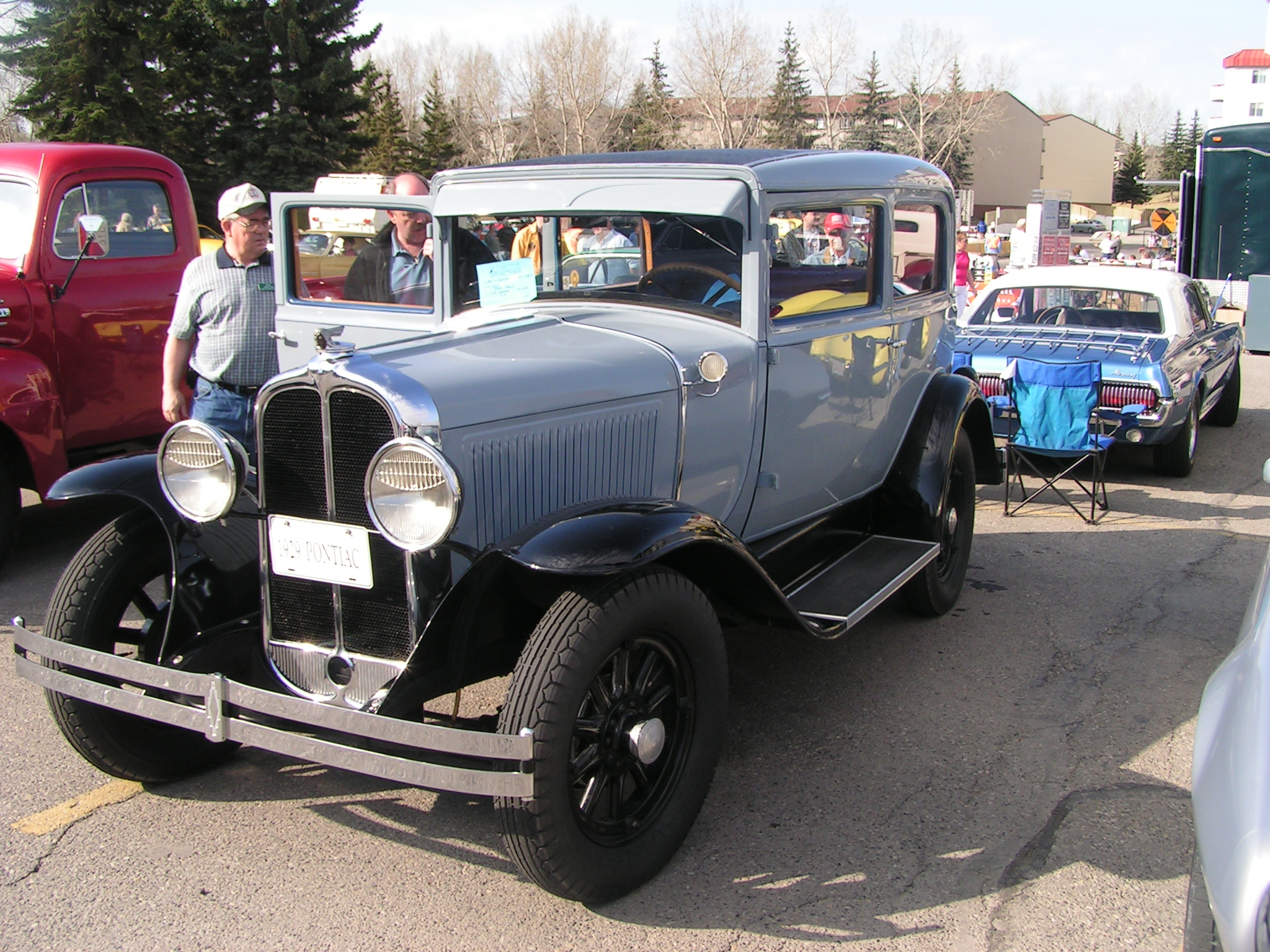
Pontiac Series 6-29 cupé de 1929
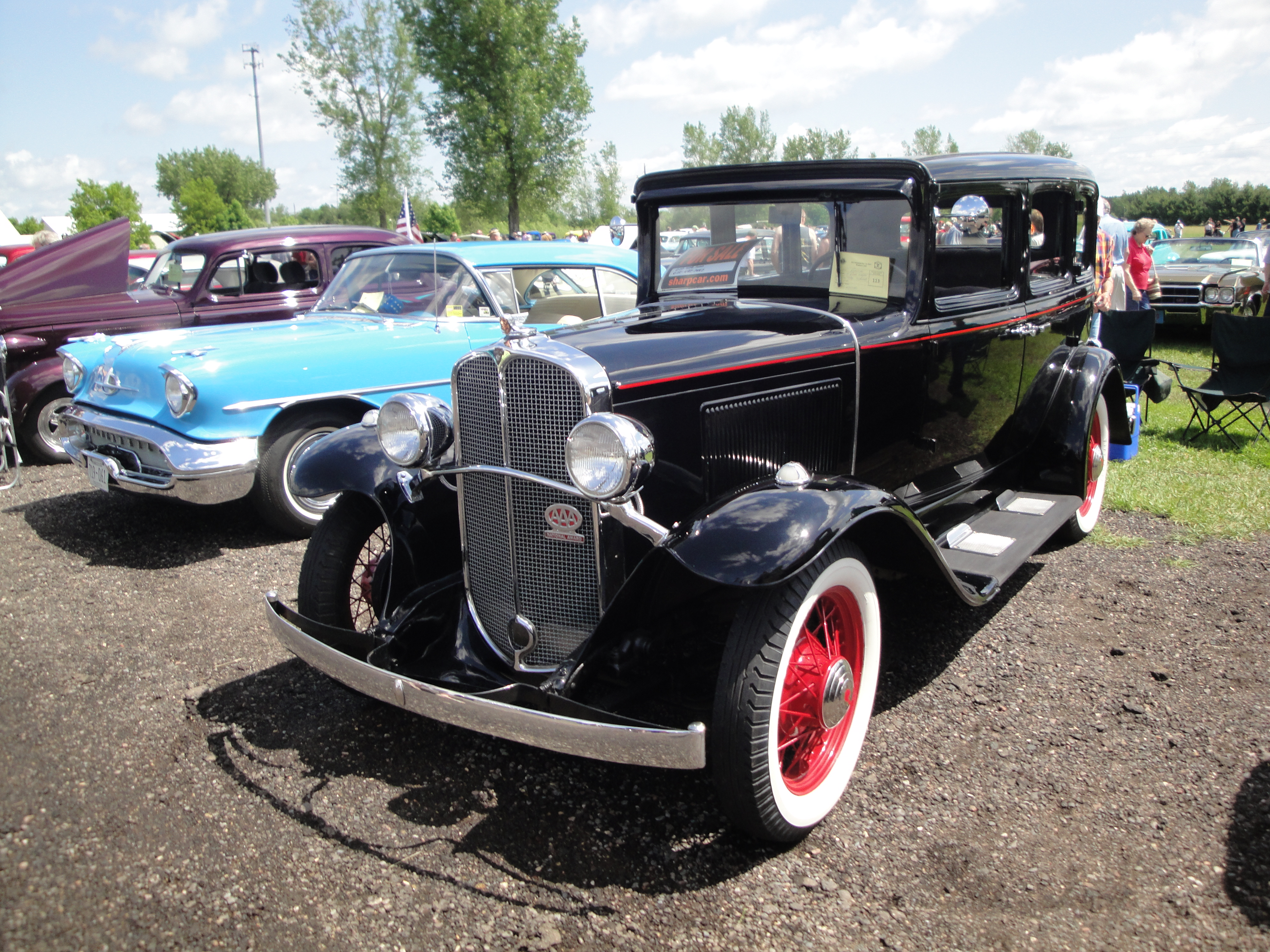
Pontiac Fine 6 Series 401 Custom Sedán de 1931
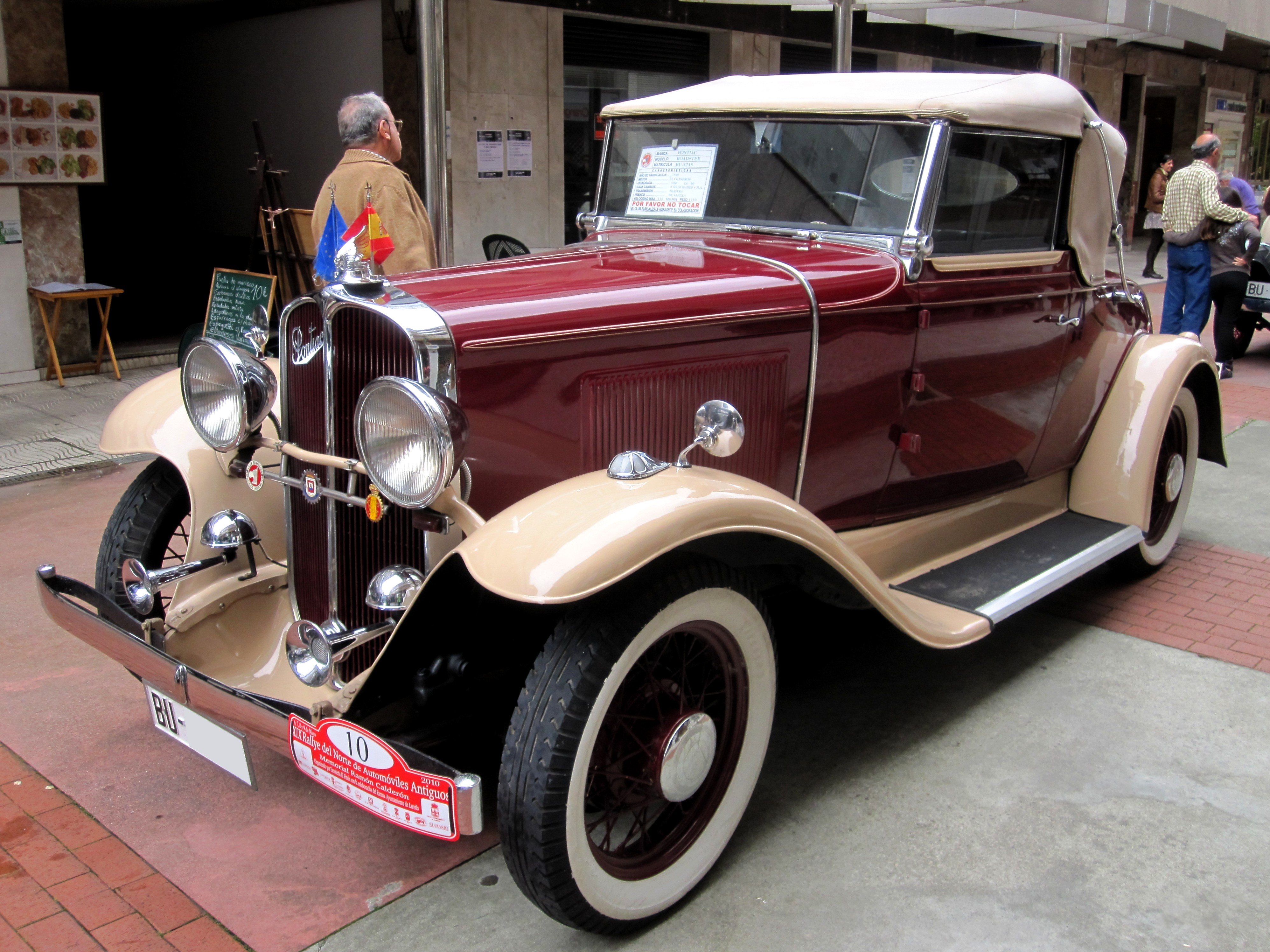
Pontiac Series 6-30B Sport Roadster de 1930
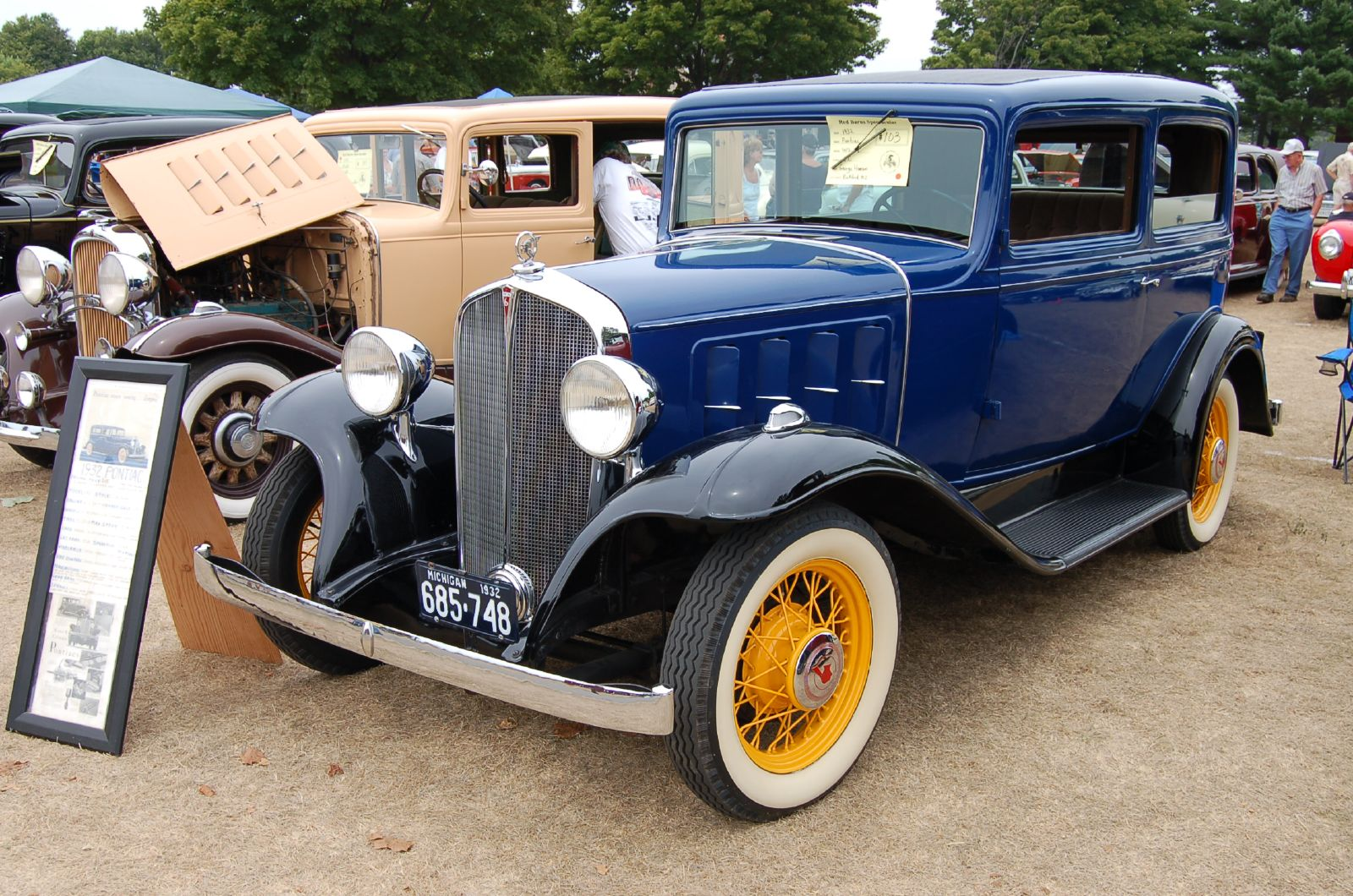
Pontiac Series 402 Sedán de 2 puertas para 5 pasajeros de 1932

## Segunda Generación (1935-1940)
La dirección de Pontiac decidió reintroducir un motor de seis cilindros como una alternativa de mayor contenido al Chevrolet Master y como un vehículo junior del vehículo de ocho cilindros introducido en 1933. Como todos los vehículos GM compartían una apariencia común debido a la carrocería proporcionada por los vehículos Fisher Body, se agregó una apariencia aerodinámica con una parrilla estrecha que cubre un radiador oculto con una parrilla cromada en cascada que se extiende a lo largo del centro y la parte superior de la cubierta del motor, lo que muestra una parecido con el LaSalle y el Cadillac Series 60. La pieza de moldura cromada evolucionó a partir de una bisagra anterior que se usaba para unir los dos lados de la cubierta del motor. Para 1937, se añadió una pieza de adorno adicional al maletero trasero. Este florecimiento de estilo se llamó "Silver Streak" y se asoció con los productos Pontiac hasta 1960 y era una práctica común llamar al automóvil y al motor de 8 cilindros en línea "Pontiac Silver Streak", aunque no fue una designación oficial de Pontiac hasta la década de 1950. Como era un cambio de apariencia comúnmente reconocido que GM haría cambios anualmente, las franjas cromadas plateadas cambiarían para refrescar la apariencia. La primera aparición de una camioneta Pontiac con paneles de madera para las puertas, con capacidad para siete pasajeros por un precio de lista de 992 dólares estadounidenses ($21 025 en dólares de 2023 ) se ofreció inicialmente en el Pontiac Deluxe Six Series 26 de 1937.

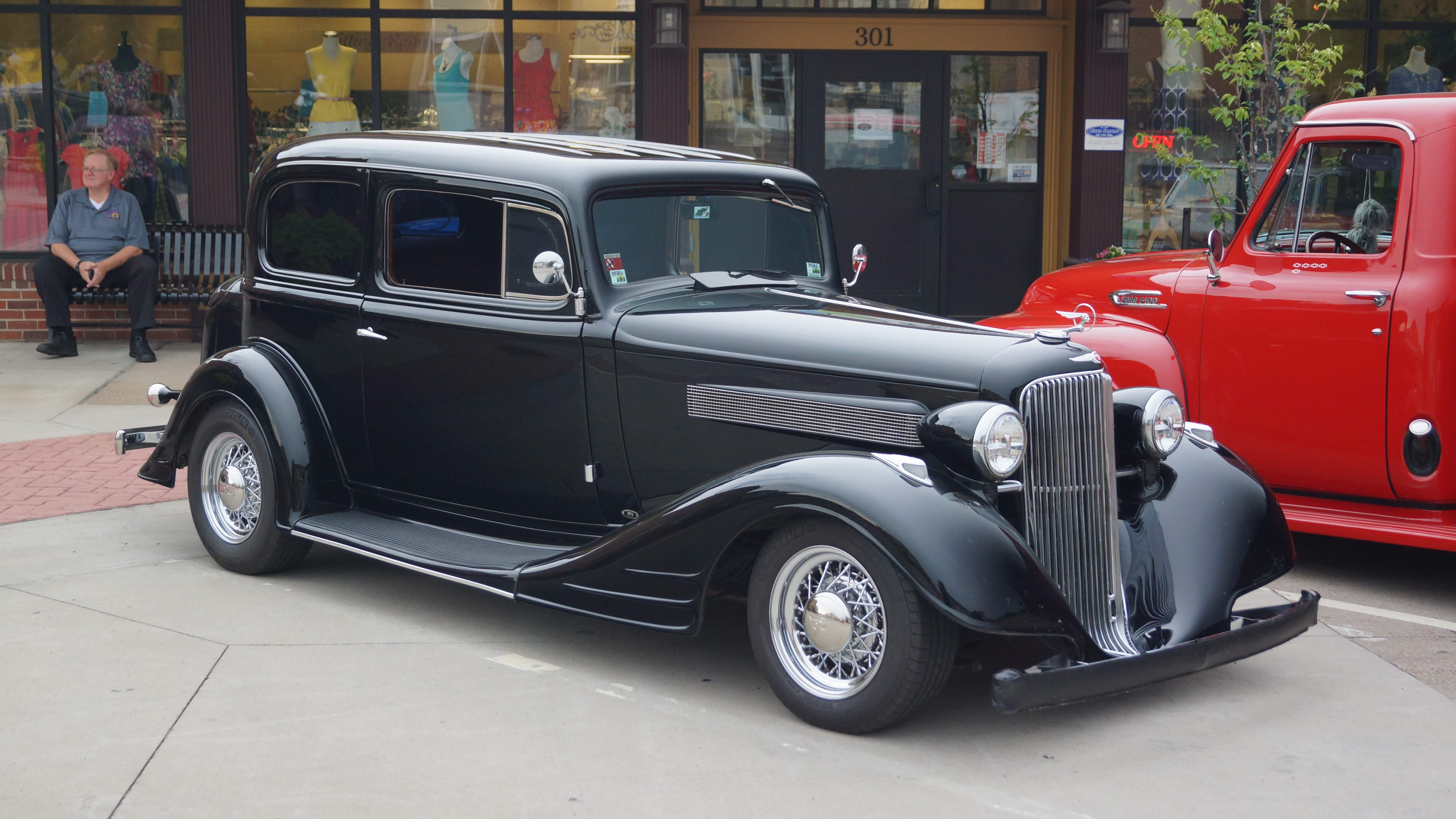
Pontiac 6 603 Sedán de 2 puertas de 1934
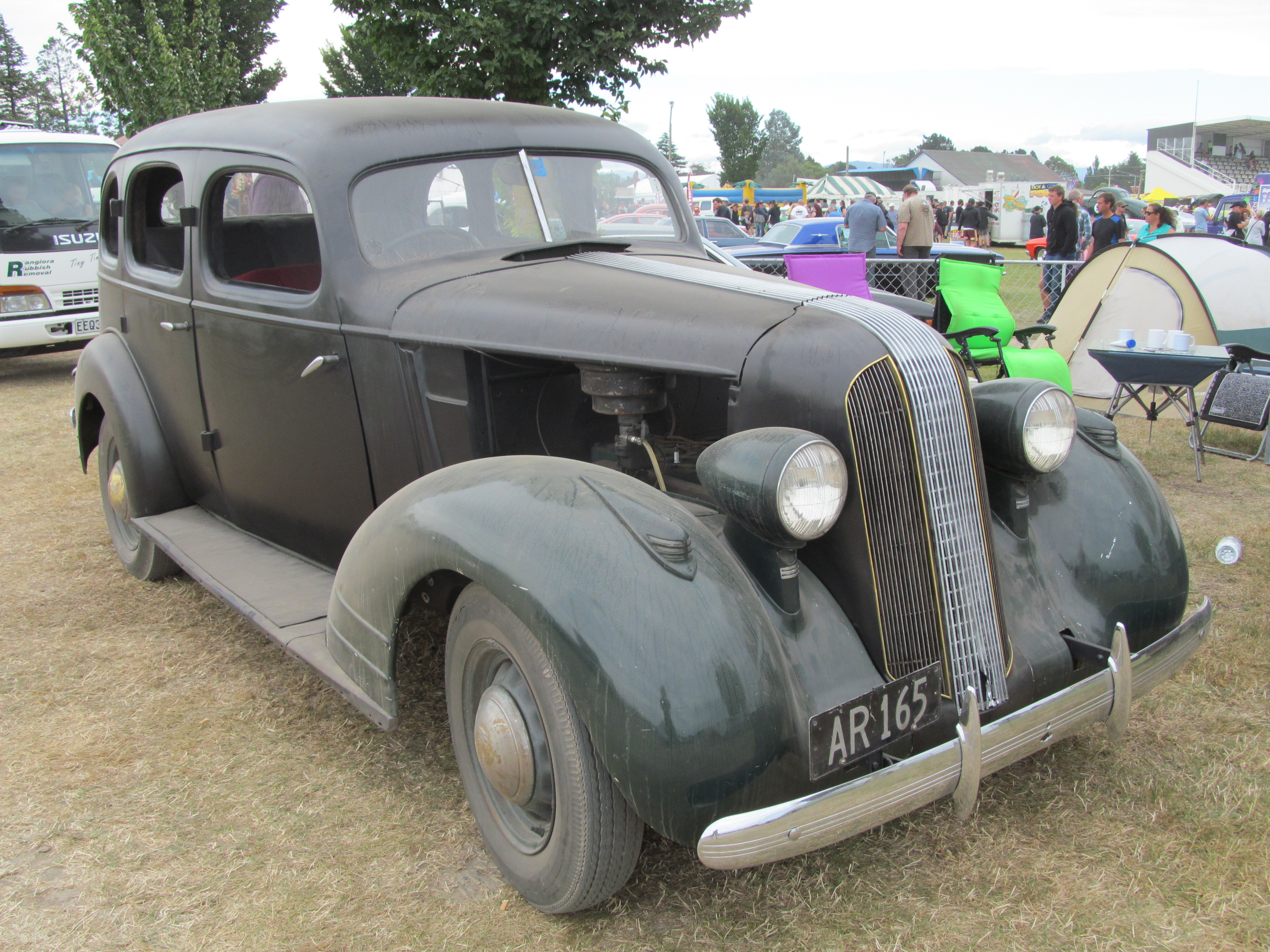
Pontiac Standard 6 Series 701-B Sedán de 1935
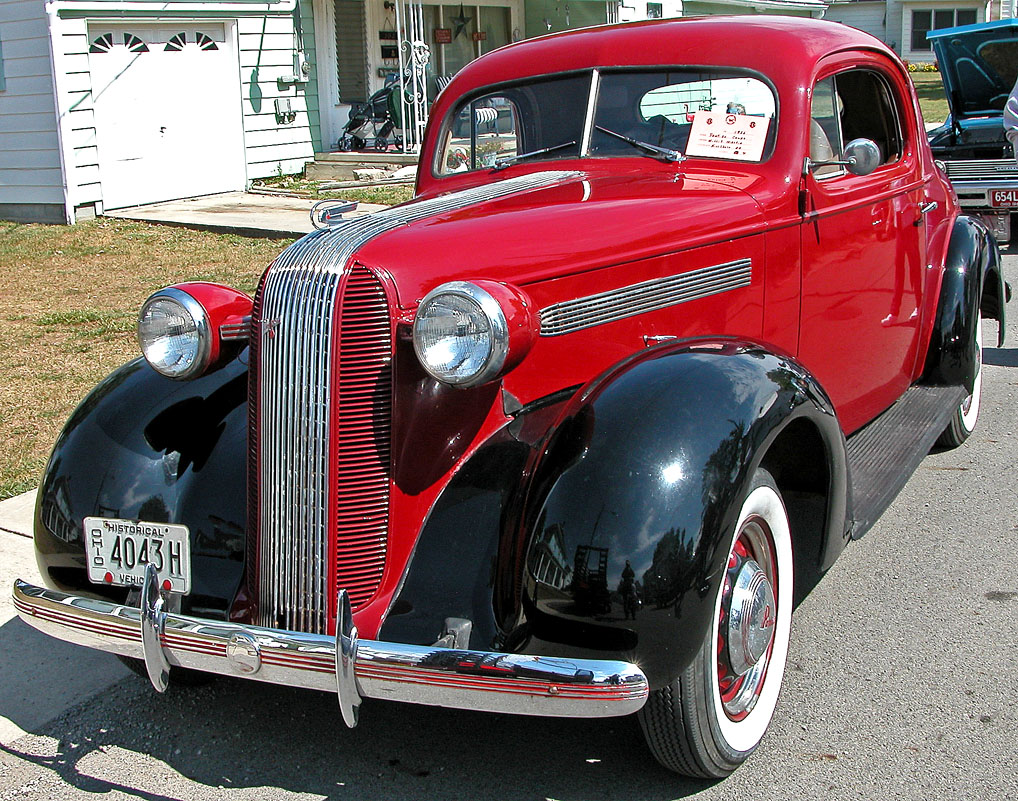
Pontiac Master 6 Series 6BB cupé de 1936
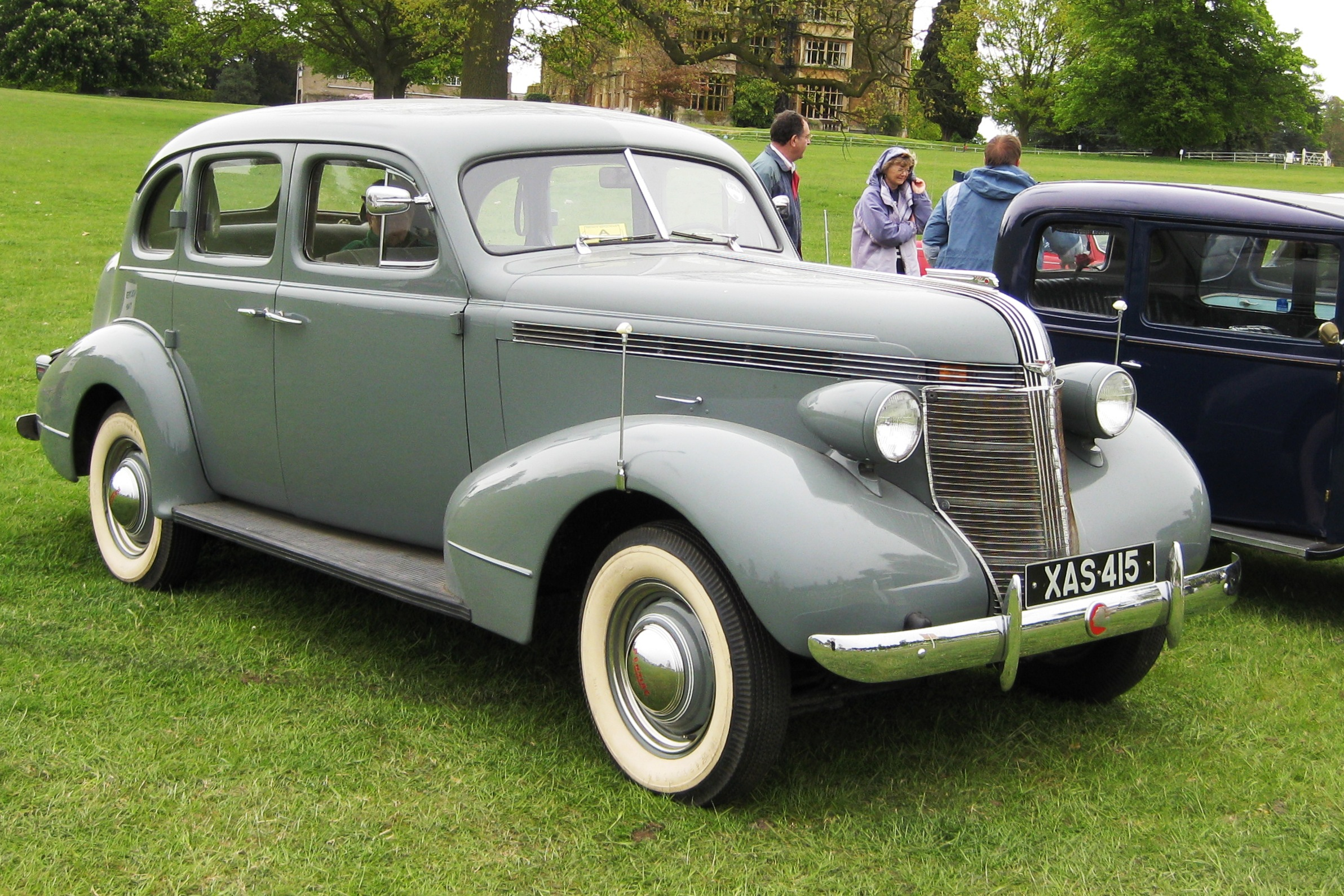
1937 Pontiac Deluxe 6 Series 26 Touring Sedan
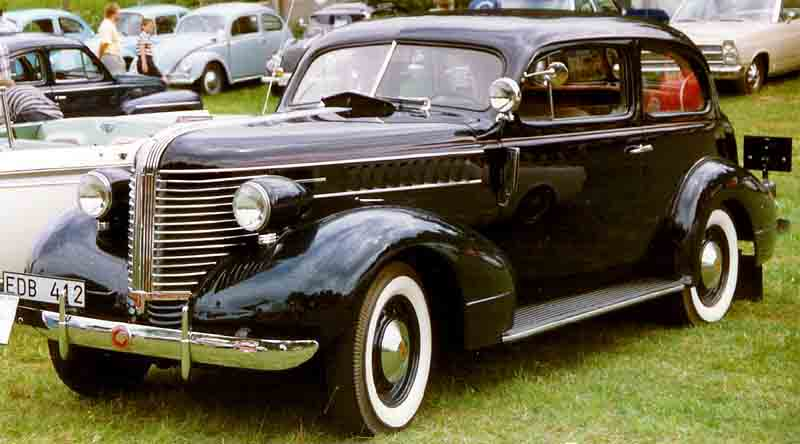
1938 Pontiac Deluxe 6 Series 26 2-door Touring Sedan
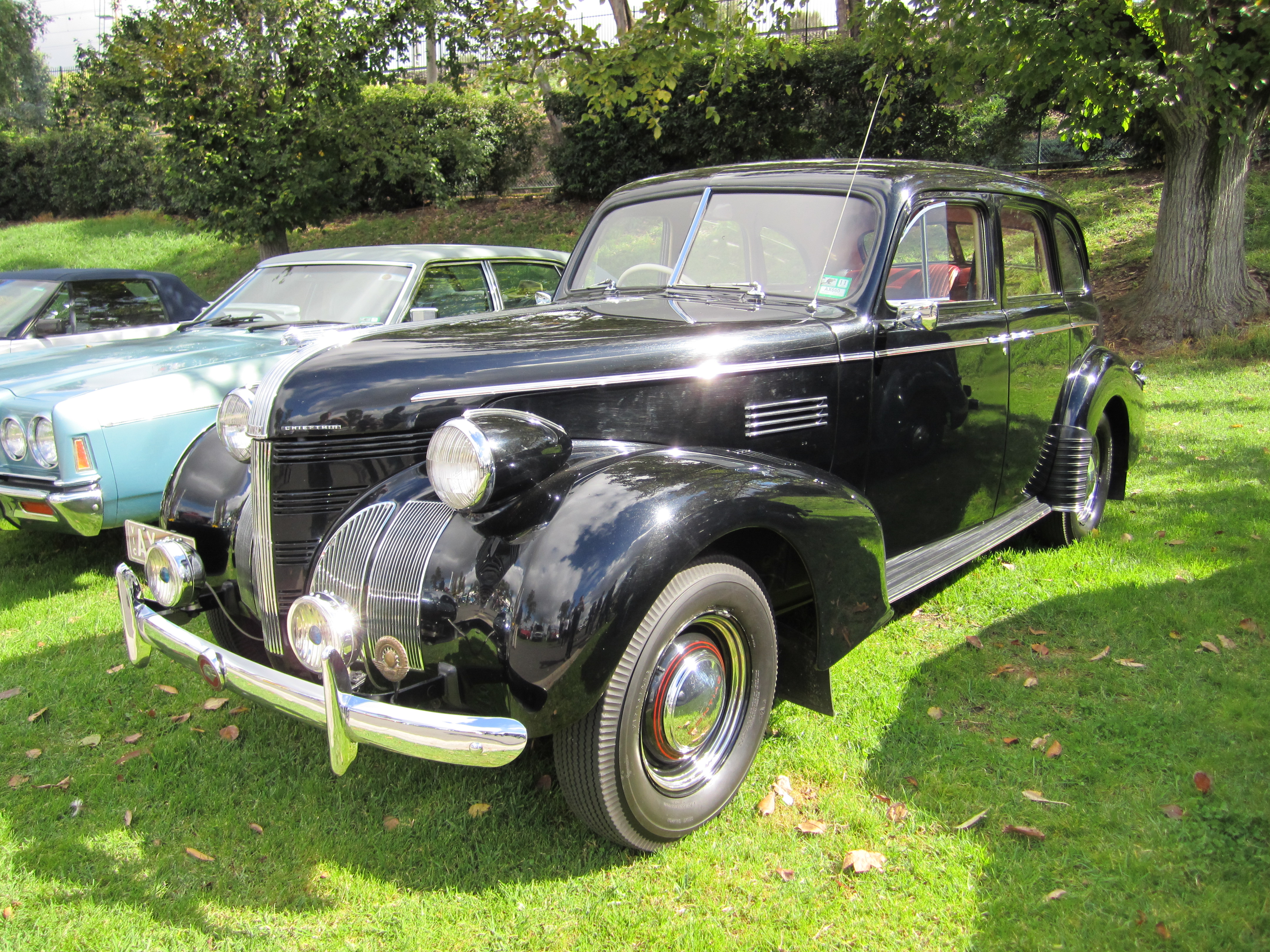
1939 Pontiac Deluxe 6 120 Series 26 4-door Touring Sedan